# Hexabromcyklododekan
Hexabromcyklododekan (HBCD či HBCDD) je cyklická organická sloučenina bromu.
Používá se jako bromovaný zpomalovač hoření, zejména v polystyrenových pěnách, které se užívají jako obalový nebo izolační materiál.
HBCDD je perzistentní, bioakumulativní a toxická látka. Diskutuje se o jeho škodlivosti pro životní prostředí, neboť byl prokázán ve vzorcích půdy a sedimentu, ale i ve tkáních ptáků, savců a vodních organismů
28. října 2008 Evropská agentura pro chemické látky zveřejnila oficiální kandidátský seznam nebezpečných chemikálií vzbuzujících mimořádné obavy, které budou podléhat autorizaci v rámci směrnice REACH. Seznam zahrnuje i HBCDD.
V květnu 2013 byl jako 23. položka přidán na seznam Stockholmské úmluvy o persistentních organických polutantech.